# Endicott (Washington)
Endicott est une ville située dans le comté de Whitman dans l'État de Washington, aux États-Unis. Elle comptait 289 habitants au recensement de 2010.